# Angela Lambert
Angela Lambert, nascida como Angela Maria Helps (14 de abril de 1940 – 26 de setembro de 2007) foi uma jornalista, crítica de arte e escritora britânica, mais conhecida no Brasil por sua biografia da amante de Adolf Hitler, Eva Braun.
Escreveu ao todo seis romances, dentre os quais "A Rather English Marriage" que foi transformado em filme para televisão do Reino Unido por Andrew Davies, estrelada por Tom Courtenay e Albert Finney e foi aclamado na época.

## Biografia
Era filha de um funcionário público inglês que se casara com uma alemã, Edith Schröder (que nascera um mês depois de Eva Braun, o que fez Lambert, mais tarde, procurar as semelhanças entre ambas na sua biografia desta última: assim como Eva, Edith era filha do meio de pais da classe média alemã, que só tiveram filhas mulheres). Bem nova foi enviada para um internato, o que lhe deu a impressão de ser filha de "pais insensíveis"; já aos doze anos decidira que seria escritora, embora desse início a essa atividade já na maturidade.
Estudou no St Hilda's College, em Oxford, quando trabalhou como faxineira numa firma; em 1962 se casou com Martin Lambert que a deixou com dois filhos cinco anos mais tarde; naquele mesmo ano começara a carreira jornalística, como editora na revista feminina Modern Woman onde, apesar do título, foi demitida assim que declarou estar esperando um filho.
Após ficar de 1964 a 1967 como secretária pessoa de Lord Longford, retornou à imprensa e trabalhou como repórter da ITN de 1972 a 1976, ano em que se transferiu para a London Weekend Television e permaneceu até 1977 quando foi para a Thames Television, desta vez se estabelecendo por mais de uma década, até 1988 quando se juntou ao então iniciante The Independent, onde ficou até 1995; trabalhou ainda para o The Sunday Telegraph e para o Daily Mail.
Iniciou a escrever seus livros em 1979, quando fora diagnosticada com hipertensão portal, publicando sua primeira obra em 1984; este e seu segundo livro foram de história social do seu país, realizando a crítica da elite intelectual inglesa; em suas palavras: "É difícil para quem não é britânico compreender o grau de esnobismo, a afetação e o sistema de classes que dominam essa sociedade. Como socialista um pouco republicana, o deploro, mas como romancista e observadora, sou fascinada por isso [...] meus livros de história social e meus romances [...] exploram esse traço inglês."
Além dos dois filhos de seu breve casamento, Lambert teve um filho com o escritor húngaro Stephen Vizinczey, e viveu de 1986 até sua morte com o diretor de televisão, Tony Price.

### Não-ficção
- Unquiet Souls: A Social History of the Illustrious, Irreverent, Intimate Group of British Aristocrats Known As "the Souls" (1987)
- 1939: The Last Season of Peace (1989)
- The Lost Life of Eva Braun (2006)